# Argynnis obliterata
Argynnis obliterata är en fjärilsart som beskrevs av Kardakoff 1928. Argynnis obliterata ingår i släktet Argynnis och familjen praktfjärilar. Inga underarter finns listade i Catalogue of Life.